# Santa Maria della Luce
Il culto cattolico della Madonna della Luce è legato a una piccola tavola dipinta raffigurante Maria, madre di Gesù. Si venera a Trapani, ed è datata al 1211.
Il culto si diffuse in particolare nel XVII secolo in molti centri siciliani (tra cui Sciacca, Mistretta, Palermo e Catania). A Messina la chiesa dedicata a santa Maria della Luce ha dato il nome a una contrada della città. Diffuse sono ancora le chiese e i santuari in Puglia.
Santa Maria della Luce è inoltre la patrona della cittadina di Mattinata, sul Gargano (FG), cui il popolo di Mattinata attribuisce grande Onore e Devozione.
Una chiesa dedicata a Maria della Luce si trova a Roma nel rione Trastevere.
Merita una particolare menzione il santuario della Madonna della Luce di Galatina in Puglia, dove la festa ricorre il quarto giovedì dopo Pasqua, in cui le madri affidano alla sua protezione i loro figli e si tiene anche la benedizione delle gestanti, dei neonati e delle donne che hanno appena partorito.
A questo titolo mariano è ricondotta la  sequenza di apparizioni mariane collettive di Nostra Signora di Zeitoun nei pressi del Cairo, iniziate il 2 aprile 1968 e durate fino al 1971. Per il significato e la testimonianza dei presenti che la videro avvolta da una intensa luce bianca, le apparizioni furono riferite a Nostra Signora della Luce.